# Pozo artesiano

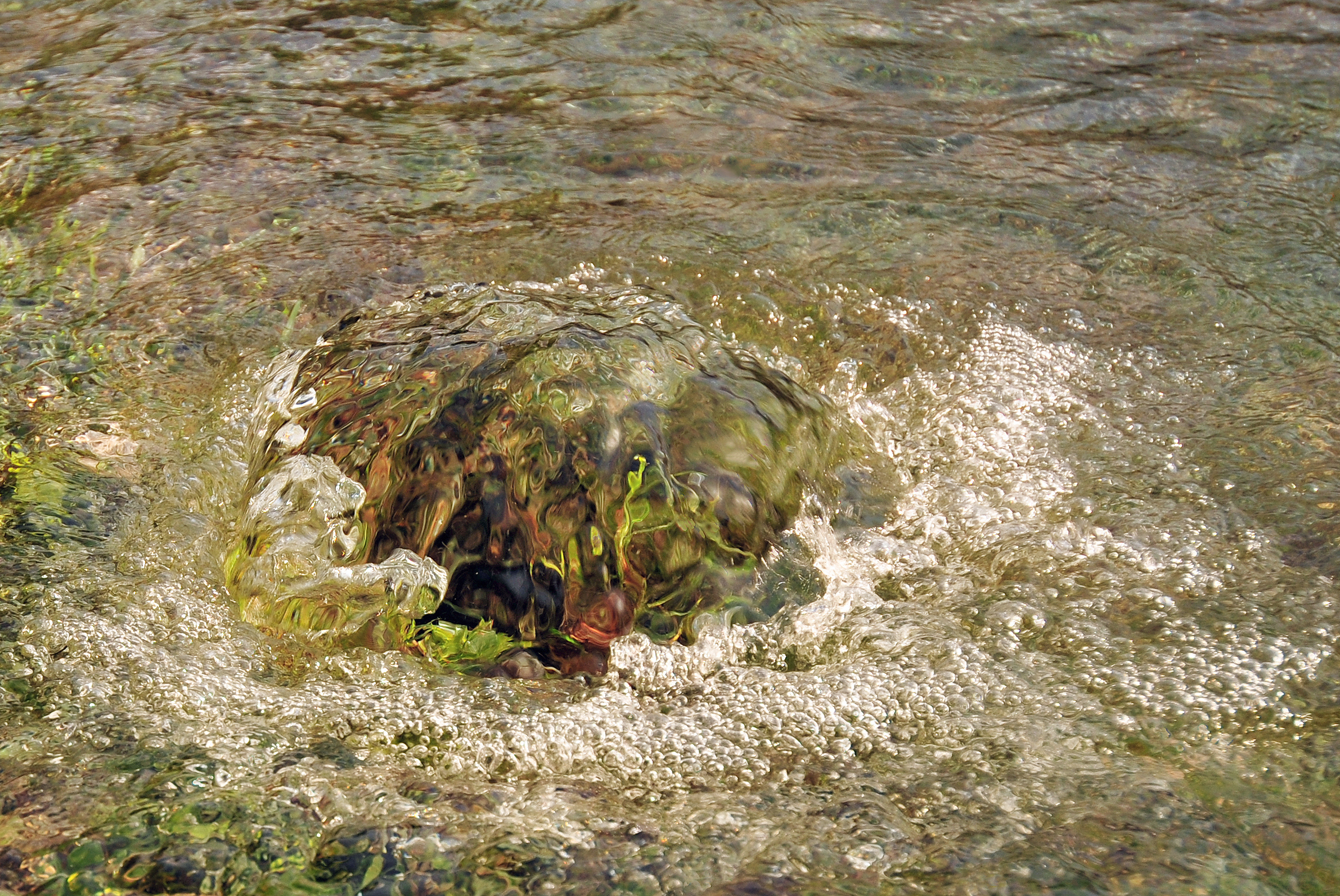
Acuífero artesiano

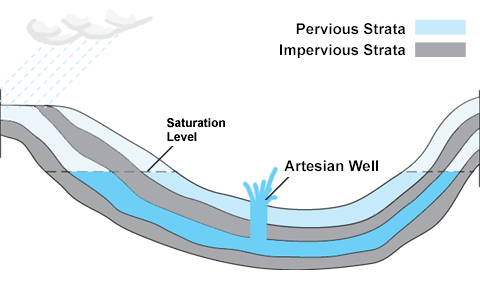
Pozo artesiano

Un pozo artesiano es aquel tipo de manantial o pozo  que comunica con un acuífero cautivo de agua (o petróleo), estando el nivel piezométrico (o nivel potenciométrico) del líquido por encima del nivel freático. Se habla de un pozo artesiano surgente cuando el líquido confinado asciende por encima de la superficie del terreno de forma natural hasta alcanzar un nivel casi equivalente al del punto de alimentación de la capa cautiva, quedando minorado debido a la pérdida de carga.
Su nombre surgió en Artois (llamada en castellano Artesia), Francia, donde en 1126 se perforó el más antiguo de Europa. Muchos siglos antes ya se excavaban en Siria y Egipto. En el desierto del Sahara se usaban para alimentar los oasis. En España, el más famoso es el conocido como la fuente de Cella, en Cella, provincia de Teruel.
La Ley de Pascal predice la presión hidrostática:
{\displaystyle P=\rho \cdot g\cdot (z_{recarga}-z_{pozo})}
Donde {\displaystyle \rho } es la densidad del fluido, g la aceleración de la gravedad, y z la altura.